# Natation aux Jeux européens de 2015
Navigation
Édition suivante
La natation aux Jeux européens de 2015 a lieu au Baku Aquatics Centre, à Bakou, en Azerbaïdjan, du 23 au 27 juin 2015. 42 épreuves sont au programme. Elles constituent les Championnats d'Europe juniors de natation 2015.
Les épreuves de natation ne sont pas incluses dans la première liste des sports confirmés pour les Jeux européens de 2015. Initialement, les autorités européennes de natation n'avaient pas dans l'esprit de participer. Cependant, à la suite de négociations avec les autorités organisatrices, la natation est bien présente au programme mais les épreuves sont réservées uniquement aux nageurs juniors : moins de 18 ans pour les hommes, moins de 16 ans pour les femmes.

## Programme
Un certain nombre de distances non-olympiques sont au programme, en plus de toutes les distances olympiques. Le 50 mètres en dos crawlé, en brasse et en papillon aura lieu pour les deux sexes, le 800 mètres nage libre pour les hommes, le 1500 mètres nage libre pour les femmes et les relais 4 x 100 mètres mixte nage libre et quatre nages.
| CO | Cérémonie d'ouverture | T | Entrainements | ● | Compétitions | 1 | Finales | CC | Cérémonie de clôture |

| Juin     | Juin     | 12 | 13 | 14 | 15 | 16 | 17 | 18 | 19 | 20 | 21 | 22 | 23 | 24 | 25 | 26 | 27 | 28 | Épreuves |
| -------- | -------- | -- | -- | -- | -- | -- | -- | -- | -- | -- | -- | -- | -- | -- | -- | -- | -- | -- | -------- |
| Swimming | Swimming | CO |    |    |    |    |    |    |    |    | T  | T  | 7  | 8  | 9  | 7  | 11 | CC | 42       |

## Médaillés

### Hommes
| Épreuve              | Or | Or                | Argent | Argent         | Bronze | Bronze         |
| -------------------- | --- | ----------------- | --- | -------------- | --- | -------------- |
| 50 m nage libre      | Ziv Kalontorov (ISR) | 22 s 16           | Giovanni Izzo (ITA) | 22 s 51        | Aleksei Brianskiy (RUS) | 22 s 69        |
| 100 m nage libre     | Duncan Scott (GBR) | 49 s 43           | Alessandro Miressi (ITA) | 50 s 03        | Vladislav Kozlov (RUS) | 50 s 11        |
| 200 m nage libre     | Duncan Scott (GBR) | 1 min 48 s 55     | Cameron Kurle (GBR) | 1 min 48 s 92  | Elisei Stepanov (RUS) | 1 min 49 s 64  |
| 400 m nage libre     | Paul Hentschel (GER) | 3 min 52 s 43     | Dimitrios Dimitriou (GRE) | 3 min 52 s 57  | Ernest Maksumov (RUS) | 3 min 52 s 65  |
| 800 m nage libre     | Nicolas D'Oriano (FRA) | 7 min 59 s 87     | Marcos Rodríguez (ESP) | 8 min 01 s 73  | Henning Mühlleitner (GER) | 8 min 04 s 33  |
| 1 500 m nage libre   | Nicolas D'Oriano (FRA) | 15 min 13 s 31    | Ernest Maksumov (RUS) | 15 min 13 s 90 | Marc Hinawi (ISR) | 15 min 25 s 63 |
|                      | |                   | |                | |                |
| 50 m dos             | Filipp Shopin (RUS) | 25 s 40           | Marek Ulrich (GER) | 25 s 44        | Andrii Khloptsov (UKR) | 25 s 71        |
| 100 m dos            | Luke Greenbank (GBR) | 54 s 76           | Filipp Shopin (RUS) | 54 s 81        | Marek Ulrich (GER) | 55 s 35        |
| 200 m dos            | Luke Greenbank (GBR) | 1 min 56 s 89 RMJ | Mikita Tsmyh (BLR) | 1 min 59 s 46  | Roman Larin (RUS) | 1 min 59 s 60  |
|                      | |                   | |                | |                |
| 50 m brasse          | Andrius Šidlauskas (LTU) | 27 s 81           | Nikola Obrovac (CRO) | 27 s 89        | Tobias Bjerg (DEN) | 28 s 04        |
| 100 m brasse         | Anton Chupkov (RUS) | 1 min 00 s 65 RMJ | Andrius Šidlauskas (LTU) | 1 min 01 s 42  | Charlie Attwood (GBR) | 1 min 01 s 71  |
| 200 m brasse         | Anton Chupkov (RUS) | 2 min 10 s 85     | Kirill Mordashev (RUS) | 2 min 12 s 94  | Luke Davies (GBR) | 2 min 13 s 45  |
|                      | |                   | |                | |                |
| 50 m papillon        | Andrii Khloptsov (UKR) | 23 s 92           | Paweł Sendyk (POL) | 23 s 97        | Daniil Pakhomov (RUS) | 24 s 02        |
| 100 m papillon       | Daniil Pakhomov (RUS) | 52 s 72           | Alberto Lozano (ESP) | 52 s 78        | Daniil Antipov (RUS) | 53 s 36        |
| 200 m papillon       | Daniil Pakhomov (RUS) | 1 min 57 s 04     | Giacomo Carini (ITA) | 1 min 57 s 46  | Matthias Marsau (FRA) | 1 min 58 s 96  |
|                      | |                   | |                | |                |
| 200 m quatre nages   | Sebastian Steffan (AUT) | 2 min 01 s 39     | Jarvis Parkinson (GBR) | 2 min 01 s 94  | Martyn Walton (GBR) | 2 min 02 s 24  |
| 400 m quatre nages   | Nikolay Sokolov (RUS) | 4 min 19 s 44     | Igor Balyberdin (RUS) | 4 min 20 s 80  | Karol Zbutowicz (POL) | 4 min 22 s 22  |
|                      | |                   | |                | |                |
| 4×100 m nage libre   | Grande-Bretagne Duncan Scott (49 s 46) Martyn Walton (49 s 43) Daniel Speers (50 s 68) Cameron Kurle (49 s 81) Thomas Fannon                                                | 3 min 19 s 38     | Italie Alessandro Miressi (50 s 09) Giovanni Izzo (50 s 34) Ivano Vendrame (50 s 21) Alessandro Bori (49 s 55) Manuel Frigo                                               | 3 min 20 s 19  | Russie Vladislav Kozlov (50 s 44) Aleksei Brianskiy (50 s 09) Elisei Stepanov (49 s 76) Igor Shadrin (49 s 93) Georg Gutmann Sergei Sudakov                                | 3 min 20 s 22  |
| 4×200 m nage libre   | Russie Aleksandr Prokofev (1 min 50 s 29) Nikolay Snegirev (1 min 48 s 89) Ernest Maksumov (1 min 48 s 96) Elisei Stepanov (1 min 47 s 94) Igor Shadrin Daniil Antipov      | 7 min 16 s 08     | Grande-Bretagne Duncan Scott (1 min 49 s 89) Martyn Walton (1 min 50 s 42) Kyle Chisholm (1 min 50 s 02) Cameron Kurle (1 min 49 s 03)                                    | 7 min 19 s 36  | Allemagne Paul Hentschel (1 min 49 s 78) Henning Mühlleitner (1 min 50 s 77) Konstantin Walter (1 min 50 s 39) Moritz Brandt (1 min 49 s 83) Alexander Lohmar Thore Bermel | 7 min 20 s 77  |
| 4×100 m quatre nages | Russie Filipp Shopin (55 s 47) Anton Chupkov (1 min 00 s 27) Daniil Pakhomov (51 s 55) Vladislav Kozlov (49 s 09) Roman Larin Egor Suchkov Daniil Antipov Aleksei Brianskiy | 3 min 36 s 38 RMJ | Grande-Bretagne Luke Greenbank (54 s 64) Charlie Attwood (1 min 01 s 36) Duncan Scott (52 s 79) Martyn Walton (50 s 22) Joe Hulme Luke Davies Kyle Chisholm Cameron Kurle | 3 min 39 s 01  | Pologne Jakub Skierka (55 s 85) Jacek Arentewicz (1 min 01 s 22) Michał Chudy (52 s 86) Paweł Sendyk (49 s 38) Damian Chrzanowski Michał Brzuś                             | 3 min 39 s 31  |

### Femmes
| Épreuve              | Or | Or                | Argent | Argent         | Bronze | Bronze           |
| -------------------- | --- | ----------------- | --- | -------------- | --- | ---------------- |
| 50 m nage libre      | Maria Kameneva (RUS) | 25 s 23           | Marrit Steenbergen (NED) | 25 s 27        | Julie Kepp Jensen (DEN) | 25 s 41          |
| 100 m nage libre     | Marrit Steenbergen (NED) | 53 s 97           | Arina Openysheva (RUS) | 54 s 45        | Maria Kameneva (RUS) | 55 s 19          |
| 200 m nage libre     | Arina Openysheva (RUS) | 1 min 58 s 22     | Marrit Steenbergen (NED) | 1 min 58 s 99  | Leonie Kullmann (GER) | 1 min 59 s 77    |
| 400 m nage libre     | Arina Openysheva (RUS) | 4 min 08 s 91     | Leonie Kullmann (GER) | 4 min 12 s 16  | Anastasiya Kirpichnikova (RUS) | 4 min 13 s 13    |
| 800 m nage libre     | Holly Hibbott (GBR) | 8 min 39 s 02     | Anastasiya Kirpichnikova (RUS) | 8 min 39 s 73  | Marina Castro Atalaya (ESP) | 8 min 45 s 51    |
| 1 500 m nage libre   | Sveva Schiazzano (ITA) | 16 min 40 s 17    | Janka Juhász (HUN) | 16 min 40 s 39 | Marina Castro Atalaya (ESP) | 16 min 46 s 16   |
|                      | |                   | |                | |                  |
| 50 m dos             | Caroline Pilhatsch (AUT) | 28 s 60           | Pauline Mahieu (FRA) | 28 s 70        | Maria Kameneva (RUS) | 28 s 77          |
| 100 m dos            | Polina Egorova (RUS) | 1 min 01 s 19     | Maria Kameneva (RUS) | 1 min 01 s 23  | Pauline Mahieu (FRA) | 1 min 01 s 34    |
| 200 m dos            | Polina Egorova (RUS) | 2 min 11 s 23     | Maxime Wolters (GER) | 2 min 11 s 38  | Maryna Kolesynkova (UKR) | 2 min 11 s 91    |
|                      | |                   | |                | |                  |
| 50 m brasse          | Maria Astashkina (RUS) | 31 s 58           | Laura Kelsch (GER) | 31 s 87        | Nolwenn Hervé (FRA) | 32 s 08          |
| 100 m brasse         | Maria Astashkina (RUS) | 1 min 07 s 71     | Giuila Verona (ITA) | 1 min 08 s 61  | Daria Chikunova (RUS) | 1 min 09 s 02    |
| 200 m brasse         | Maria Astashkina (RUS) | 2 min 23 s 06 RJM | Giuila Verona (ITA) | 2 min 25 s 91  | Layla Black (GBR) | 2 min 27 s 61    |
|                      | |                   | |                | |                  |
| 50 m papillon        | Polina Egorova (RUS) | 26 s 82           | Caroline Pilhatsch (AUT) | 27 s 18        | Julie Kepp Jensen (DEN) | 27 s 19          |
| 100 m papillon       | Polina Egorova (RUS) | 59 s 36           | Amelia Clynes (GBR) | 1 min 00 s 22  | Ilektra Lebl (GRE) Laura Stephens (GBR) | 1 min 00 s 54    |
| 200 m papillon       | Julia Mrozinski (GER) | 2 min 11 s 19     | Elisa Scarpa Vidal (ITA) | 2 min 12 s 27  | Boglárka Bonecz (HUN) | 2 min 12 s 42    |
|                      | |                   | |                | |                  |
| 200 m quatre nages   | Maxime Wolters (GER) | 2 min 13 s 37     | Ilaria Cusinato (ITA) | 2 min 13 s 78  | Abbie Wood (GBR) | 2 min 14 s 49    |
| 400 m quatre nages   | Abbie Wood (GBR) | 4 min 41 s 97     | Ilaria Cusinato (ITA) | 4 min 44 s 01  | Anja Crevar (SRB) | 4 min 45 s 84 RN |
|                      | |                   | |                | |                  |
| 4×100 m nage libre   | Russie Arina Openysheva (55 s 06) Vasilissa Buinaia (56 s 75) Olesia Cherniatina (56 s 88) Maria Kameneva (54 s 94) Polina Egorova Anastasiya Kirpichnikova                          | 3 min 43 s 63     | Pays-Bas Pien Schravesande (57 s 64) Frederique Janssen (56 s 87) Laura van Engelen (56 s 59) Marrit Steenbergen (53 s 00) Josien Wijkhuijs                       | 3 min 44 s 10  | Grande-Bretagne Darcy Deakin (56 s 75) Madeleine Crompton (56 s 93) Hannah Featherstone (56 s 56) Georgia Coates (55 s 56) Holly Hibbott                             | 3 min 45 s 80    |
| 4×200 m nage libre   | Russie Anastasiya Kirpichnikova (2 min 01 s 54) Arina Openysheva (1 min 58 s 04) Olesia Cherniatina (2 min 02 s 82) Irina Krivonogova (2 min 01 s 05) Maria Kameneva Mariana Petrova | 8 min 03 s 45     | Pays-Bas Laura van Engelen (2 min 01 s 39) Frederique Janssen (2 min 03 s 27) Marieke Tienstra (2 min 01 s 95) Marrit Steenbergen (1 min 58 s 04)                 | 8 min 04 s 65  | Grande-Bretagne Hannah Featherstone (2 min 02 s 85) Darcy Deakin (2 min 01 s 76) Holly Hibbott (2 min 00 s 34) Georgia Coates (1 min 59 s 89) Madeleine Crompton     | 8 min 04 s 84    |
| 4×100 m quatre nages | Russie Maria Kameneva (1 min 01 s 39) Maria Astashkina (1 min 07 s 61) Polina Egorova (59 s 64) Arina Openysheva (54 s 58) Daria Chikunova Alexandra Chesnokova Vasilissa Buinaia    | 4 min 03 s 22 RJM | Pays-Bas Iris Tjonk (1 min 02 s 82) Tes Schouten (1 min 10 s 79) Josein Wijkhuis (1 min 01 s 35) Marrit Steenbergen (53 s 03) Marieke Tienstra Frederique Janssen | 4 min 07 s 99  | Grande-Bretagne Rebecca Sherwin (1 min 03 s 84) Layla Black (1 min 09 s 26) Amelia Clynes (1 min 00 s 11) Georgia Coates (55 s 89) Emma Cain Abbie Wood Darcy Deakin | 4 min 09 s 10    |

### Mixte
| Épreuve              | Or | Or            | Argent | Argent        | Bronze | Bronze        |
| -------------------- | --- | ------------- | --- | ------------- | --- | ------------- |
| 4×100 m nage libre   | Russie Vladislav Kozlov (50 s 07) Elisei Stepanov (50 s 25) Mariia Kameneva (55 s 07) Arina Openysheva (54 s 91) Igor Shadrin Aleksei Brianskiy Vasilissa Buinaia Olesia Cherniatina      | 3 min 30 s 30 | Grande-Bretagne Duncan Scott (49 s 59) Martyn Walton (50 s 37) Darcy Deakin (56 s 51) Georgia Coates (56 s 18) Cameron Kurle Madeleine Crompton Daniel Speers Hannah Featherstone         | 3 min 32 s 65 | Allemagne Alexander Lohmar (51 s 23) Leonie Kullmann (56 s 39) Katrin Gottwald (55 s 77) Konstantin Walter (50 s 35) Hana van Loock                              | 3 min 33 s 74 |
| 4×100 m quatre nages | Russie Mariia Kameneva (1 min 01 s 85) Anton Chupkov (1 min 00 s 42) Daniil Pakhomov (52 s 04) Arina Openysheva (55 s 22) Filip Shopin Daria Chikunova Roman Shevliakov Vasilissa Buinaia | 3 min 49 s 53 | Grande-Bretagne Luke Greenbank (54 s 86) Charlie Attwood (1 min 00 s 78) Amelia Clynes (1 min 00 s 85) Georgia Coates (55 s 54) Joe Litchfield Luke Davies Abbie Wood Hannah Featherstone | 3 min 52 s 03 | Allemagne Maxine Wolters (1 min 01 s 48) Leo Schmidt (1 min 02 s 66) Johannes Tesch (53 s 81) Katrin Gottwald (56 s 32) Marek Ulrich Laura Kelsch Hana van Loock | 3 min 54 s 27 |

## Tableau des médailles
| Rang  | Nation      | Or | Argent | Bronze | Total |
| ----- | ----------- | -- | ------ | ------ | ----- |
| 1     | Russie      | 23 | 7      | 12     | 42    |
| 2     | Royaume-Uni | 7  | 7      | 9      | 23    |
| 3     | Allemagne   | 3  | 4      | 6      | 13    |
| 4     | France      | 2  | 1      | 3      | 6     |
| 5     | Autriche    | 2  | 1      |        | 3     |
| 6     | Italie      | 1  | 9      |        | 10    |
| 7     | Pays-Bas    | 1  | 5      |        | 6     |
| 8     | Lituanie    | 1  | 1      |        | 2     |
| 9     | Ukraine     | 1  |        | 2      | 3     |
| 10    | Israël      | 1  |        | 1      | 2     |
| 11    | Espagne     |    | 2      | 2      | 4     |
| 12    | Pologne     |    | 1      | 2      | 3     |
| 13    | Grèce       |    | 1      | 1      | 2     |
| -     | Hongrie     |    | 1      | 1      | 2     |
| 15    | Biélorussie |    | 1      |        | 1     |
|       | Croatie     |    | 1      |        | 1     |
| 17    | Danemark    |    |        | 3      | 3     |
| 18    | Serbie      |    |        | 1      | 1     |
| Total | Total       | 42 | 42     | 42     | 126   |